# 韋斯特蓋特 (佛羅里達州)
韋斯特蓋特（英語：Westgate）是位於美國佛羅里達州棕櫚灘縣的一個人口普查指定地區。

## 地理
韋斯特蓋特的座標為26°41′57″N 80°05′40″W / 26.69917°N 80.09444°W，而該地最高點為海拔高度17米（即55英尺）。

## 人口
根據2010年美國人口普查的數據，韋斯特蓋特的面積為3.90平方千米，當中陸地面積為3.90平方千米，而水域面積為0.00平方千米。當地共有人口7975人，而人口密度為每平方千米2,044人。